# Vico Toscano
Vico Toscano ou Vico Etrusco (em latim: Vicus Tuscus) foi uma antiga via da cidade de Roma que originou-se no Fórum Romano, entre a Basílica Júlia e o Templo de Castor e Pólux, e percorreu no lado oeste do Palatino em direção ao Fórum Boário e o Circo Máximo, bem como o Velabro em sua fronteira oriental. Diz-se que seu nome deriva de um assentamento de etruscos, embora sua origem é incerta e, por conseguinte, é contraditoriamente exposta pelos autores clássicos: para Tácito, estes etruscos vieram para Roma para ajudar Rômulo a combater Tito Tácio que havia invadido a cidade após o rapto das sabinas, enquanto para Tito Lívio eles seria os remanescentes do exército de Clúsio que assentou-se na área após Guerra entre Clúsio e Arícia. É mais plausível, entretanto, outra hipótese, talvez extraída de Tácito, de que fosse uma zona de assentamento dos trabalhadores etruscos que vieram construir o Templo de Júpiter Capitolino.
Sabe-se pelas fontes que havia uma estátua dedicada a Vertumno nesta rua. Devido a sua localização, o Vico Toscano provavelmente foi uma via movimentada, com lojas de vários tipos nela. Os turários (negociantes de incenso e perfume) parecem ter sido os comerciantes mais importantes, de modo que os cronistas vieram posteriormente a chamá-la de Vico Turário (em latim: Vicus Turarius). Além disso, durante a pompa circense, após atravessar a Via Sacra, a parada dirigia-se pelo Vico Toscano em direção ao Circo Máximo. Apesar disso, parece que o Vico Toscano manteve uma reputação desagradável.
Em 1899, durante o processo de remoção do pavimento clássico tardio e medieval desta via entre a Basílica Júlia e o Templo de Castor e Pólux descobriu-se a ca. 15 metros um pavimentos com pequenos cubos de tijolo, que antecedem as datas da reconstrução do templo por Tibério (r. 14–37) e provavelmente pertenceram a um precinto mais antigo.